# Charm City Kings
Charm City Kings es una película dramática estadounidense de 2020 dirigida por Ángel Manuel Soto a partir de un guion de Sherman Payne y una historia de Chris Boyd, Kirk Sullivan y Barry Jenkins . Está basado en el documental de 2013 12 O'Clock Boys de Lotfy Nathan. Está protagonizada por Jahi Di'Allo Winston, Meek Mill, Will Catlett y Teyonah Parris .
La película tuvo su estreno mundial en el Festival de Cine de Sundance el 27 de enero de 2020. Fue lanzado el 8 de octubre de 2020 por HBO Max. Will Smith y Jada Pinkett Smith son los productores ejecutivos. La película fue eliminada de HBO Max en julio de 2022.

## Reparto
- Jahi Di'Allo Winston como Mouse
- Meek Mill como Blax
- Chino Braxton como Jamal
- Will Catlett como Detective Rivers
- Teyonah Parris como Terri
- Donielle Tremaine Hansley como Lamont
- Jeanette Maus como Dr. Parish
- Kezii Curtis como Sweartagawd
- Charles D. Clark como Trap House King Pin
- Marvin Raheem como Derrick
- Chandler DuPont como Nicki
- Milan Ray como Shay

## Producción
En septiembre de 2018, se anunció que Jahi Di'Allo Winston, Will Catlett y Teyonah Parris se habían unido al elenco de la película, con Ángel Manuel Soto dirigiendo a partir de un guion de Sherman Payne y una historia de Kirk Sullivan, Chris Boyd y Barry Jenkins. Overbrook Entertainment producirá la película, con Jada Pinkett Smith y Will Smith como productores ejecutivos y Sony Pictures Classics como distribuidora, siendo la película una adaptación del documental 12 O'Clock Boys. En octubre de 2018, Meek Mill se unió al elenco de la película.
La fotografía principal comenzó en octubre de 2018.

## Estreno
Tuvo su estreno mundial en el Festival de Cine de Sundance el 27 de enero de 2020. También estaba programada para proyectarse en South by Southwest el 15 de marzo de 2020, pero el festival fue cancelado debido a la pandemia de COVID-19. Estaba programada para ser estrenada el 10 de abril de 2020 por Sony Pictures Classics, pero fue reprogramada para el 14 de agosto de 2020 debido a la pandemia. En mayo de 2020, se anunció que HBO Max había adquirido los derechos de distribución de la película. Fue estrenada el 8 de octubre de 2020.